# Cukrownia Nowy Staw
Cukrownia „Nowy Staw” – zamknięta cukrownia w Nowym Stawie, zbudowana w latach 1877–1878, do 1 czerwca 2007 roku oddział Krajowej Spółki Cukrowej.

## Kalendarium
- 1877–1878 – budowa obiektów cukrowni
- 1 października 1878 – pierwsza kampania cukrownicza, podczas której przerobiono 226 633 centnarów (11 332 tony) buraków cukrowych
- 26 stycznia 1879 – zakończenie pierwszej kampanii cukrowniczej
- 1886 – wybudowanie bocznicy kolejowej do zakładu, w związku z uruchomieniem linii kolejowej z Szymankowa do Nowego Dworu Gdańskiego
- 1898 – włączenie cukrowni do sieci Żuławskiej Kolei Wąskotorowej
- 1924 – cukrownią zarządza 62 akcjonariuszy dysponujących 4641 akcjami. Największym akcjonariuszem był Dresdner Bank Danzing posiadający 2994 akcje
- 1945 – zakończenie funkcjonowania Spółki „Vereintigte Zucker Fabriken Dr. Wolfgang Boetter Praust” w Nowym Stawie, do której należała cukrownia w Nowym Stawie
- 9 marca 1945 – wkroczenie Armii Czerwonej do Nowego Stawu
- 9 września 1945 – przekazanie cukrowni przez władze radzieckie przedstawicielowi Tymczasowego Rządu Jedności Narodowej
- 1946 – zakończenie osuszania ziem żuławskich zalanych przez opuszczające wojska niemieckie i uruchomienie pierwszej kampanii cukrowniczej po II wojnie światowej. Kampania trwała od 30 listopada 1946 do 28 stycznia 1947 roku. Przerobiono 75 480 ton buraków i wytworzono 4702 ton cukru
- 1945–1958 – cukrownia posiada status przedsiębiorstwa państwowego
- 1959–1967 – cukrownia wchodzi w skład Pomorskiego Okręgowego Zjednoczenia Przemysłu Cukrowniczego w Toruniu
- 1968–1990 – cukrownia wchodzi w skład Przedsiębiorstwa Państwowego „Cukrownie Gdańskie” w Malborku
- 3 lutego 1990 – utworzenie Przedsiębiorstwa Państwowego Cukrownia „Nowy Staw” w wyniku likwidacji P.P. „Cukrownie Gdańskie” w Malborku
- 10 lutego 1995 – przekształcenie P.P. Cukrownia „Nowy Staw” w jednoosobową Spółkę Skarbu Państwa
- 28 maja 1996 – włączenie Cukrowni „Nowy Staw” S.A. w skład Mazowiecko – Kujawskiej Spółki Cukrowej S.A. w Toruniu
- 1990–1998 – okres generalnych przemian w zakresie organizacji zarządzania i produkcji. Dokonane nakłady na modernizację i inwestycje spowodowały zwiększenie zdolności produkcyjnej ponad 180% w stosunku do lat osiemdziesiątych
- 2003 – włączenie Cukrowni „Nowy Staw” S.A. w struktury Krajowej Spółki Cukrowej S.A. z siedzibą w Toruniu
- 2003–2006 – modernizacja zakładu pozwoliła osiągnąć normy przerobowe ponad 200%. Ponad 90% produkcji cukru według I kat. UE
- 2005 – oddanie do eksploatacji Laboratorium Oceny Surowca. Wdrożono certyfikat jakości HACCP
- 2007 – decyzją Zarządu Krajowej Spółki Cukrowej S.A. w Toruniu produkcja cukru w Oddziale Cukrownia Nowy Staw została wstrzymana w roku 2007
- 1 stycznia 2008 – Oddział Cukrownia Nowy Staw został wykreślony z KRS, a nad majątkiem sprawuje pieczę Oddział Cukrownia Malbork
- 2011 – rozpoczęcie prac rozbiórkowych obiektów cukrowni